# 月光 (2004年の映画)
月光（げっこう）は、2004年製作、2005年10月8日公開の日本映画である。MIRAI PICTURES JAPAN製作の「TWILIGHT FILE」シリーズの第3話にあたる。上映時間は37分。
監督を神宮司聖が、主演を白川裕二郎が務め、ヒロインには新人の羽村純子が起用された。

## キャスト
出典
- 風間亮 - 白川裕二郎
- 水島雄一郎 - 与座重理久
- 節 - YUKO（FLIP-FLAP）
- 羽衣 - AIKO（FLIP-FLAP）
- 安井夏樹 - 後川佳織
- 中山幸一 - 柴嶺亮
- 雨宮裕子 - 藤森夕子
- 雨宮裕司 - 高原知秀
- マスター - 車だん吉
- 佐伯小夜 - 羽村純子
- 海藤治 - 林一秋
- 石井明彦 - 石川亮
- 早川聖 - 野村明子
- 風間亮（少年） - 桑原悠太
- 佐伯小夜（少女） - 高橋萌香
- 吉川直子 - 上野奈津美
- 岡田真生
- 榎本弥生
- 高橋ゆい子
- 中山陽可
- 椎葉祥浩
- 安部友紀
- 中下元貴
- 渡辺梓
- 軸原綾乃

## 主題歌
セレナーデ
作詞・作曲・編曲：TOSIMITSU、歌：平山綾香

## スタッフ
出典
- 製作・エグゼクティブプロデューサー - 神品信市
- プロデューサー – 杉山太加男
- 監督・脚本 – 神宮司聖
- 助監督 - 藤田賢一郎
- 音楽 - TOSIMITSU
- 撮影 - 原田清一
- スチール - 真尾栄一郎
- 製作チーフディレクター - 西村克也
- 製作ディレクター - 山多裕生
- 製作企画担当 - 高山重樹、松坂久美子、小川泰史
- 制作協力 - 有限会社力
- 企画協力 - バーニング養成所
- 製作会社 - MIRAI PICTURES JAPAN
- 配給会社 - MIRAI

## DVD
エイベックス・マーケティング・コミュニケーションズより、影、幻と共に『トワイライト・ファイル』として2006年1月25日に発売された。

## 関連商品
パンフレット・ポスター・台本が2005年に発売された。